# European Energy Exchange

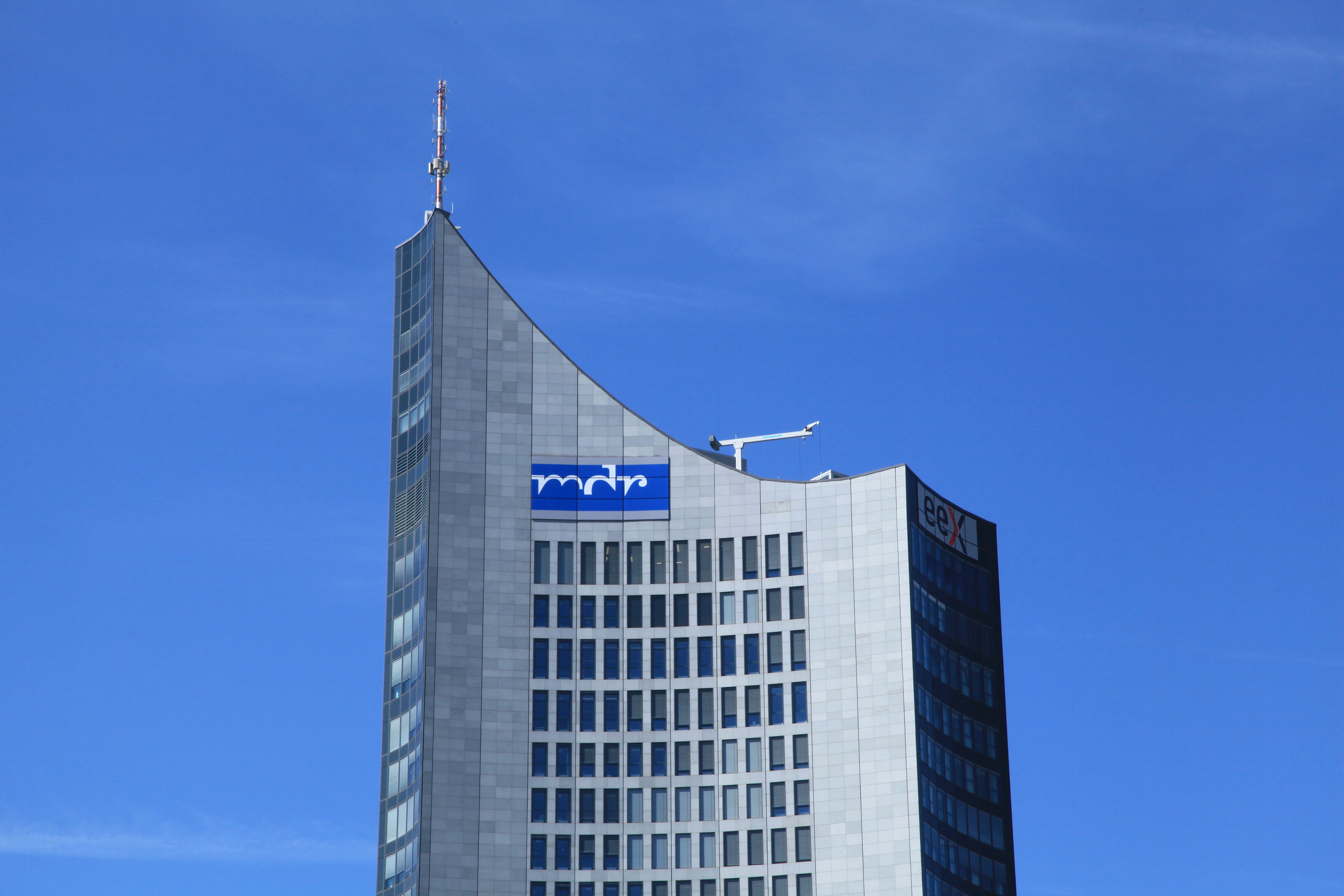
Locaux de l'EEX à Leipzig.

European Energy Exchange (EEX) est un marché d'échanges de biens énergétiques (électricité, gaz naturel, quotas d'émission de CO2, etc).